# Euphaea ochracea
Euphaea ochracea – gatunek ważki z rodziny Euphaeidae.